# С утра пораньше
Это статья о фильме. Существует ещё и детская телепрограмма.
«С утра пораньше» (англ. Bright and Early) — американская короткометражная кинокомедия 1918 года.
«Особенность» этой картины — стремление основного персонажа быть очень похожим на известного всем кинолюбителям Бродягу из фильмов Чарли Чаплина.

## Сюжет
Чем заняться служащему отеля, а именно, коридорному, на работе утром? Ну уж конечно не помогать новым клиентам с их чемоданами и сумками при заезде в номера!
Можно попробовать продолжить спать, пусть и под несмолкаемые напоминания кукушки из часов. А если кукушкин крик надоест, её неплохо бы из ружья шугануть, по пути подстрелив кого-нибудь прямым попаданием сквозь межэтажные перекрытия.
Но что на самом деле может убедить коридорного выполнить свою работу? Уж не рукоприкладство босса — это точно. Тогда, наверное, его мольба?.. Ну, на мольбу ещё стоит среагировать.
Но главное в работе коридорного, как оказалось, не все эти подай-принеси, проводи, покажи, а умение расстраивать козни зловредного «честного жулика», стремящегося через женитьбу войти в семью владельца отеля. И у нашего героя такие «подвиги» очень даже неплохо получаются!

## Создатели фильма
Режиссёр: Чарльз Пэрротт (Чарли Чейз).
В ролях:
- Билли Вест — коридорный
- Оливер Харди — босс
- Розмари Теби — дочь босса
- Лео Уайт — честный жулик
- Бадд Росс — старик
- Фэй Холдернесс — служанка

Продюсер: Луи Бурстейн.
Оператор: Герман Оброк.